# Torneio de Roland Garros de 1972
O Torneio de Roland Garros de 1972 foi um torneio de tênis disputado nas quadras de saibro do Stade Roland Garros, em Paris, na França, entre 22 de maio e 4 de junho. Corresponde à 5ª edição da era aberta e à 71ª de todos os tempos.

## Finais

### Profissional
| Categoria | Evento    | Campeã(s)(o/ões)                    | Vice-campeã(s)(o/ões)              | Resultado          | Chave(s)  | Chave(s)       |
| --------- | --------- | ----------------------------------- | ---------------------------------- | ------------------ | --------- | -------------- |
| Simples   | Masculino | Andrés Gimeno                       | Patrick Proisy                     | 4–6, 6–3, 6–1, 6–1 | principal | qualificatório |
| Simples   | Feminino  | Billie Jean King                    | Evonne Goolagong Cawley            | 6–3, 6–3           | principal | qualificatório |
| Duplas    | Masculino | Bob Hewitt Frew McMillan            | Patricio Cornejo Jaime Fillol      | 6–3, 8–6, 3–6, 6–1 | principal | principal      |
| Duplas    | Feminino  | Billie Jean King Betty Stöve        | Winnie Shaw Christine Truman Janes | 6–1, 6–2           | principal | principal      |
| Duplas    | Misto     | Evonne Goolagong Cawley Kim Warwick | Françoise Durr Jean-Claude Barclay | 6–2, 6–4           | principal | principal      |

### Juvenil
| Categoria | Evento    | Campeã(s)(o/ões) | Vice-campeã(s)(o/ões) | Resultado     | Chave(s)  | Chave(s)       |
| --------- | --------- | ---------------- | --------------------- | ------------- | --------- | -------------- |
| Simples   | Masculino | Buster Mottram   | Uli Pinner            | 6–2, 2–6, 7–5 | principal | qualificatório |
| Simples   | Feminino  | Renáta Tomanová  | Mima Jausovec         | 6–2, 6–3      | principal | qualificatório |